# Dick Elliott
Pour les articles homonymes, voir Elliott.
Dick Elliott, né à Boston (Massachusetts) le 30 avril 1886 et mort à Los Angeles (Californie) le 22 décembre 1961, est un acteur américain qui a joué dans plus de 240 films depuis les années 1930 jusqu'à la fin de sa vie.

## Filmographie

### Au cinéma
- 1933 : Central Airport : Man Looking for Driver
- 1933 : Un danger public (Picture Snatcher) : Editor
- 1933 : La Soie écarlate (en) (The Silk Express) de Ray Enright : Garson
- 1933 : The Last Trail : Train Passenger
- 1933 : The Worst Woman in Paris? : Mayor Rodney
- 1933 : Please (en) : le père de Sonny
- 1934 : Woman Unafraid : Tom Brady
- 1934 : The Merry Frinks : premier reporter
- 1934 : We're Rich Again : Fred Green
- 1934 : Shivers
- 1935 : Helldorado : Mayor
- 1935 : Times Square Lady : Stage Doorman
- 1935 : It Happened in New York : Publicity Man
- 1935 : Princess O'Hara : Agent
- 1935 : Imprudente Jeunesse (Reckless) de Victor Fleming : Man Near Drums
- 1935 : Mister Dynamite : Buck
- 1935 : Men of the Hour : Theatre Manager
- 1935 : Cœurs brisés (Break of Hearts) : Max
- 1935 : Sprucin' Up : Mr. Jones
- 1935 : La Joyeuse Aventure (Ladies Crave Excitement) : Stark's Aide
- 1935 : Welcome Home : Emanuel Bond
- 1935 : The Public Menace : Apartment House Manager
- 1935 : Dr. Socrates : Photographer
- 1935 : La Gloire du cirque (Annie Oakley) : Major Ned Buntline
- 1935 : One-Way Ticket : Matty
- 1935 : Your Uncle Dudley : Theater Manager
- 1936 : Her Master's Voice : Police Captain
- 1936 : Je n'ai pas tué Lincoln : Actor at Ford's Theatre
- 1936 : Silly Billies : Mayor Culpepper
- 1936 : Brilliant Marriage : Editor
- 1936 : Special Investigator : Gabby Citizen
- 1936 : Neighborhood House : Perkins - Charley's Boss
- 1936 : Une princesse à bord : (The Princess Comes Across) Ship's Surgeon
- 1936 : Educating Father de James Tinling : Townley
- 1936 : High Tension (en) d'Allan Dwan : Sundholm
- 1936 : The Big Game : Lowell
- 1936 : Go West, Young Man de Henry Hathaway : Union News Service Reporter
- 1936 : Wanted! Jane Turner : Arizona Sheepman
- 1937 : Le Droit de vivre : City Editor
- 1937 : Outcast : Ticket Agent
- 1937 : Crime en haute mer (China Passage) : Philip Burton
- 1937 : La Ville de l'or (The Outcasts of Poker Flat) de Christy Cabanne : Stumpy Carter
- 1937 : Behind the Headlines : Bartender
- 1937 : La Vie privée du tribun (Parnell) de John M. Stahl : Middle Aged Man
- 1937 : Roaring Timber : Auditor
- 1937 : Vogues of 1938 : Johnny Withers - Ticket Broker
- 1937 : Counsel for Crime : Bundy
- 1937 : Quick Money : Jeffrey Walker
- 1937 : Fifi peau de pêche : Bar Patron
- 1938 : The Jury's Secret : Donald Graves
- 1938 : International Settlement : Ocean Liner Passenger
- 1938 : Penitentiary : McNaulty
- 1938 : Start Cheering : Station Agent
- 1938 : Monsieur Moto sur le ring (Mr. Moto's Gamble) : Kansas City Gambler
- 1938 : Crépuscule (Under Western Stars) de Joseph Kane : William P. Scully
- 1938 : A Buckaroo Broadcast : Parker
- 1938 : Riders of the Black Hills : Good Neighbor Spokesman
- 1938 : Prison Farm : The Glenby Judge
- 1938 : Hide and Shriek : Haunted-House Proprietor
- 1938 : Hôtel à vendre (Little Miss Broadway) : Man with Bass Fiddle
- 1938 : La Foule en délire : Mr. Burns
- 1938 : Man from Music Mountain : Mr. Harkness
- 1938 : Une vie meilleure : Gun Salesman
- 1938 : Meet the Girls : Party Guest
- 1938 : Campus Confessions : Member Board of Regents
- 1938 : Down on the Farm de Malcolm St. Clair : Slicker
- 1938 : A Man to Remember : Hank
- 1938 : Miss Nancy doit se marier! : Henry
- 1939 : Disbarred : Small-Town Juror
- 1939 : Boy Trouble : Dr Benshlager
- 1939 : L'Empreinte du loup solitaire (The Lone Wolf Spy Hunt) : Patrol-Car Cop at Italian Restaurant
- 1939 : Home Boner
- 1939 : Laissez-nous vivre : Rotarian Juror
- 1939 : La Grande Farandole : Train Conductor
- 1939 : Sudden Money : Gambler
- 1939 : Et la parole fut (The Story of Alexander Graham Bell) : Man Laughing at Demo
- 1939 : Undercover Agent : Garrison
- 1939 : L'Aigle des frontières : Drunk
- 1939 : I Stole a Million : Small-Town Doctor
- 1939 : Nancy Drew et l'escalier secret (Nancy Drew and the Hidden Staircase) de William Clemens : McKeever
- 1939 : Monsieur Smith au Sénat (Mr. Smith Goes to Washington) : Carl Cook
- 1939 : Pack Up Your Troubles de H. Bruce Humberstone : Booking Agent
- 1939 : Truth Aches
- 1939 : Nick joue et gagne : Detective
- 1939 : L'Étonnant M. Williams : Druggist
- 1939 : Deuxième à gauche (All Women Have Secrets) de Kurt Neumann : Justice of the Peace
- 1940 : Abraham Lincoln (Abe Lincoln in Illinois) : Politician
- 1940 : Women Without Names : Roomer
- 1940 : Molly Cures a Cowboy  de Jean Yarbrough
- 1940 : Two Girls on Broadway : Ice Rink Security Man
- 1940 : Flight Angels : Mr. Rutledge
- 1940 : Florian : Auctioneer
- 1940 : La Tempête qui tue : Passport Official on Train
- 1940 : One Man's Law : Prendergast
- 1940 : Scatterbrain
- 1940 : I Love You Again : Range Leader
- 1940 : Ride, Tenderfoot, Ride : Airport Agent
- 1940 : Up in the Air (en) : Hastings
- 1940 : I'm Still Alive (en) d'Irving Reis : Dan Foley
- 1940 : Young Bill Hickok : Elliott
- 1940 : Li'l Abner d'Albert S. Rogell : Marryin' Sam
- 1940 : Melody Ranch : Sheriff Barstow
- 1940 : A Night at Earl Carroll's : Old Man
- 1940 : Behind the News : Foster
- 1941 : Four Mothers : Ed
- 1941 : Back Street : Hotel Desk Clerk
- 1941 : Suicide ou Crime (A Man Betrayed) de John H. Auer : Ward Heeler
- 1941 : Footlight Fever : Eric Queegle
- 1941 : Mr. District Attorney : Detective in Café
- 1941 : L'Amour et la Bête (The Wagons Roll at Night) : Mr. Paddleford
- 1941 : Allo... Je t'aime : Broker
- 1941 : Sunset in Wyoming : Lieutenant Governor Cornelius Peabody
- 1941 : L'Entraîneuse fatale (Manpower) : Drunk Texan
- 1941 : The Pittsburgh Kid : Garvey
- 1941 : Two Latins from Manhattan : Sylvester Kittelman
- 1941 : Top Sergeant Mulligan : Mr. Lewis
- 1941 : Le Mort fictif (Three Girls About Town) : Magician Boarding Bus
- 1941 : Tuxedo Junction : 1st Rose Parade Judge
- 1941 : Échec à la Gestapo : Losing Bidder's Husband
- 1941 : Road to Happiness : Pawnshop Owner
- 1942 : Man from Headquarters : Editor Elwin A. Jonas
- 1942 : Yokel Boy : Doctor
- 1942 : The Affairs of Jimmy Valentine : Tim Miller
- 1942 : My Favorite Blonde : Dan
- 1942 : So's Your Aunt Emma! : Evans
- 1942 : Danse autour de la vie (We Were Dancing) : Mr. Samson Platt
- 1942 : Meet the Stewarts : Mr. Willoughby
- 1942 : Sweetheart of the Fleet : Chumley
- 1942 : I Married an Angel : Oscar Scallion
- 1942 : Wildcat (en) : Harris
- 1942 : You Can't Escape Forever : Meeker
- 1942 : Criminal Investigator : Ed Brandt
- 1942 : Scattergood Survives a Murder : Mathew Quentin
- 1942 : Ivresse de printemps : Mr. Jeepers
- 1942 : Wrecking Crew : Traveling Salesman
- 1942 : Laugh Your Blues Away (en)  de Charles Barton : Mr. Conklin
- 1943 : The Powers Girl : Announcer
- 1943 : Silver Skates : Promoter
- 1943 : After Midnight with Boston Blackie : Justice of Peace Potts
- 1943 : Henry Aldrich Gets Glamour : McCluskey
- 1943 : Three Hearts for Julia : Smith
- 1943 : False Faces : Desk Sergeant
- 1943 : Fille d'artistes (Nobody's Darling) : Gas Station Attendant
- 1943 : So's Your Uncle : Police Sergeant
- 1943 : Fleur d'hiver : Husband
- 1943 : Here Comes Kelly : Minor Role
- 1943 : Thank Your Lucky Stars : Customer in Bette Davis Number
- 1943 : My Kingdom for a Cook (en) de Richard Wallace : Man in Pullman Car
- 1943 : Swing Out the Blues : Malcolm P. Carstairs
- 1943 : Whispering Footsteps : Chief Joe Charters
- 1944 : Girl in the Case : Smith
- 1944 : Gambler's Choice : Barber
- 1944 : Henry Aldrich Plays Cupid : Matthews
- 1944 : The Adventures of Mark Twain : Frog-Jumping Contest Spectator
- 1944 : Show Business : Man with Binoculars
- 1944 : Meet the People : Salesman on Train
- 1944 : Silent Partner (en) de George Blair : Pop
- 1944 : Étrange Mariage (When Strangers Marry) de William Castle : Sam Prescott
- 1944 : The Impatient Years : Bailiff
- 1944 : Goin' to Town : Squire Skimp
- 1944 : Une romance américaine (An American Romance) : Fat Man
- 1944 : The Town Went Wild : Mayor of Midvale
- 1944 : Hi, Beautiful : Passenger
- 1945 : Main Street After Dark : Mac McLean
- 1945 : Adventures of Kitty O'Day : Bascom, Hotel Guest
- 1945 : Dillinger, l'ennemi public n°1 de Max Nosseck : Man in Bar
- 1945 : A Guy, a Gal and a Pal : Mr. Price
- 1945 : The Man Who Walked Alone : The Mayor
- 1945 : L'Horloge (The Clock) de Vincente Minnelli : Friendly Man Offering Directions in Station
- 1945 : Fall Guy : Bail Bondsman
- 1945 : Broadway en folie (Diamond Horseshoe) : Footlight Club Waiter
- 1945 : Wife Decoy : Jack Pallette, the Boss
- 1945 : Where Do We Go from Here? : Father
- 1945 : Wanderer of the Wasteland de Wallace Grissell et Edward Killy] : Record Clerk and Jailer
- 1945 : Gangs of the Waterfront (en) : Police Chief Davis
- 1945 : Joyeux Noël dans le Connecticut (Christmas in Connecticut) de Peter Godfrey
- 1945 : You Drive Me Crazy
- 1945 : Star in the Night (court-métrage) de Don Siegel : un voyageur
- 1945 : Girls of the Big House : Felton
- 1945 : Purity Squad : Judge Gilmenn
- 1945 : L'Intrigante de Saratoga : Politician
- 1945 : Mother-In-Law's Day : Edgar's Boss
- 1945 : L'Aventure : George
- 1946 : Abilene Town : Jailbreak Messenger
- 1946 : Le Droit d'aimer (My Reputation) : Tipsy Man
- 1946 : Trouble or Nothing : Banker
- 1946 : Breakfast in Hollywood : Man in Bus Depot
- 1946 : Deadline at Dawn : Chap
- 1946 : Le Laitier de Brooklyn (Le Kid de Brooklyn) : Man in Window
- 1946 : Talk About a Lady : Baldwin
- 1946 : Blondie's Lucky Day : Mr. Hankins
- 1946 : Partners in Time : Squire Skimp
- 1946 : Rainbow Over Texas : Yacht Captain Monroe
- 1946 : That Texas Jamboree : Mayor Smith
- 1946 : She Wrote the Book : Fat Man
- 1946 : Hot Cargo : Frankie
- 1946 : Cowboy Blues : Feather-Buyer
- 1946 : The Dark Horse : Ben Martin
- 1946 : Jusqu'à la fin des temps (Till the End of Time) : Bartender
- 1946 : High School Hero (en) d'Arthur Dreifuss : Mayor Whitehead
- 1946 : La Rapace (Decoy) : Driver
- 1946 : Follow That Blonde : Judge
- 1946 : Dangerous Money (en) : P.T. Burke
- 1946 : Ginger : Mayor Hector Tillford
- 1946 : La vie est belle : Man on Porch
- 1947 : Doctor Jim : Edgar
- 1947 : The Devil Thumbs a Ride : Mack
- 1947 : The Scooper Dooper : Walter Harper - Newspaper Editor
- 1947 : A Likely Story : Conductor
- 1947 : For the Love of Rusty : Bill Worden
- 1947 : Desperate : Sheriff Hat Lewis
- 1947 : That's My Gal : Stagedoor Man
- 1947 : Copacabana d'Alfred E. Green : Mr. Green
- 1947 : La Saltimbanque (Thunder Mountain) : Dick
- 1947 : The Son of Rusty : Mayor
- 1947 : Singapour : Passenger
- 1947 : Television Turmoil
- 1947 : Driftwood : Editor
- 1947 : Magic Town : New Arrival
- 1947 : The Fabulous Texan : Zebrina
- 1947 : Heading for Heaven : Roger Wingate
- 1948 : The Main Street Kid : Sam Trotter
- 1948 : Slippy McGee : Fred Appelby
- 1948 : La Descente tragique (Albuquerque) : Harvey
- 1948 : Une femme opprimée (Money Madness) : Malt Shop Customer
- 1948 : Deux Sacrées Canailles (The Sainted Sisters) : Milt Freeman
- 1948 : La Rivière d'argent : Man Waiting Hours at McComb's
- 1948 : The Dude Goes West : Whiskey Drummer
- 1948 : So This Is New York : Audience Heckler
- 1948 : The Vicious Circle : Businessman
- 1948 : The Arkansas Swing : Realtor
- 1948 : Singin' Spurs : Mr. Miggs
- 1948 : Rusty Leads the Way : Board Member
- 1948 : The Untamed Breed : Judge
- 1948 : Homicide for Three (en) : Doorman
- 1948 : Acte de violence : Convention Party Drunk
- 1948 : Visage pâle (The Paleface) : Mayor
- 1949 : Rose of the Yukon (en) : Doc Read
- 1949 : I Cheated the Law : Bartender
- 1949 : Joe Palooka in the Big Fight : Sid
- 1949 : Boulevard des passions : Tom Coyne
- 1949 : The Gay Amigo : Man on Stage
- 1949 : Night Unto Night : Auto Court Manager
- 1949 : Trail of the Yukon (en) : Editor Sullivan
- 1949 : So You Want to Get Rich Quick : Judge
- 1949 : Feudin' Rhythm : Charles Chester Upperworth
- 1950 : Le Démon des armes (Deadly is the Female) : Man Fleeing Robbed Market
- 1950 : Blue Grass of Kentucky : Grainger
- 1950 : Blonde Dynamite : Mr. Stanton
- 1950 : The Silver Bandit : Van Fleet Stooglehammer
- 1950 : Belle of Old Mexico : Ship's Captain
- 1950 : Western Pacific Agent : Sheriff
- 1950 : Mississippi-Express (Rock Island Trail) : Martin, Railroad Conductor
- 1950 : Lucky Losers : Clarence
- 1950 : A Modern Marriage : Jim Burke
- 1950 : Les Amants de Capri : Fat Gentleman
- 1950 : Bunco Squad : Thurman
- 1950 : Across the Badlands : Rufus Downey
- 1950 : Cœurs enflammés (Surrender) : sénateur Clowe
- 1950 : Midi, gare centrale (Union Station) : Powerhouse Workman
- 1950 : Joe Palooka in the Squared Circle : Sheriff
- 1950 : Hunt the Man Down : Happy
- 1951 : La Belle du Montana (Belle Le Grand) : Joe
- 1951 : Flame of Stamboul : Mr Shirley
- 1951 : Two Dollar Bettor : Hefty Racetrack Drunk Bettor
- 1951 : Disc Jockey : Customer
- 1951 : Fort Défiance : Kincaid
- 1951 : Honeychile : shérif
- 1952 : L'Ange des maudits de Fritz Lang : Storyteller
- 1952 : Le Vol du secret de l'atome (The Atomic City) : Prize-Drawing MC
- 1952 : Marins et marraines (en) (Gobs and Gals) de R. G. Springsteen : Shaving Man
- 1952 : Three for Bedroom C : Train Passenger
- 1952 : Le train sifflera trois fois de Fred Zinnemann : Kibbee
- 1952 : Violence à Park Row : Jeff Hudson
- 1952 : Judy devient Wac : Sheriff
- 1952 : La Femme aux revolvers : Jeptha Rideout - Banker
- 1952 : Androclès et le Lion : Ox Cart Driver
- 1954 : Témoin de ce meurtre : Apartment Manager
- 1955 : Double Jeopardy : Happy Harry
- 1955 : Whisky, miracles et revolver : Lumberman
- 1955 : Last of the Desperados : Walter 'Wally' Stone
- 1956 : Viva Las Vegas (Meet Me in Las Vegas) : Sands Co-Owner
- 1956 : Le tueur aux aguets (en) (When Gangland Strikes) de R. G. Springsteen : Ames Jury Foreman
- 1956 : Don't Knock the Rock : Sheriff at End
- 1957 : Duel at Apache Wells : Jewelry Salesman
- 1957 : Hold That Hypnotist : Hotel Desk Clerk
- 1957 : Les Amours d'Omar Khayyam : Tavern Owner
- 1957 : Le Pantin brisé (The Joker Is Wild) : Man Shaving
- 1957 : Looking for Danger : Mike Clancy
- 1957 : Bombardier B-52 (Bombers B-52) : Mr. Sampton
- 1957 : Up in Smoke : Mike
- 1958 : Man from God's Country : Mayor
- 1958 : In the Money : Mike Clancy
- 1958 : Désir sous les ormes (Desire Under the Elms) : Old Farmer
- 1958 : Life Begins at 17 : Lynton Baldwin
- 1958 : L'Homme de l'Ouest (Man of the West) : Willie
- 1959 : Go, Johnny, Go! : Man in Phone Booth

### À la télévision
- 1960-1962 : The Andy Griffith Show : Mayor Pike (11 épisodes)